# Modi'in-Maccabim-Re'ut
Modi'in-Maccabim-Re'ut (in ebraico מוֹדִיעִין-מַכַּבִּים-רֵעוּת‎?) è una città israeliana situata nell'Israele centrale, a circa 35 chilometri a sud-est di Tel Aviv e a 30 chilometri a ovest di Gerusalemme, ed è collegata a queste due città tramite l'autostrada 443. Nel 2017 la popolazione era di 91.328 abitanti. La densità di popolazione in quell'anno era di 1,794 persone per chilometro quadrato.
Una parte della città (il quartiere di Maccabim) non è riconosciuta dall'Unione europea come in Israele, poiché si trova in quello che l'armistizio di Rodi lasciò come terra di nessuno, e occupata nel 1967 da Israele insieme alla Cisgiordania propria.

## Storia e archeologia

### Antica Modi'in
Durante l'antichità classica, esisteva nella zona generale della città moderna una città chiamata Modi'in (in greco: Μωδεειμ, Mōdeeim). È il luogo di origine dei Maccabei, un gruppo di guerriglieri ebrei ribelli che hanno avviato e guidato la rivolta ebraica contro il dominio seleucide sulla Giudea e l'ellenizzazione della sua popolazione ebraica. La rivolta riuscì a scacciare i Seleucidi, e la ridedicazione del Secondo tempio di Gerusalemme alla fine della rivolta è commemorata dalla festa ebraica di Hanukkah. Dopo aver espulso i Seleucidi, i Maccabei formarono la dinastia degli Asmonei, che governò la Giudea nel II e I secolo a.C. Sotto Giustiniano, la città bizantina nella zona era conosciuta come Moditha.
La Modi'in moderna si trova vicino al sito dell'antica Modi'in, anche se la posizione specifica è incerta. Le possibilità includono Umm el-'Umdan, Khirbet el-Midiyeh, al-Midya e Horbat Tittora.

### Città moderna (fondata tra il 1985 e il 1996)
La città moderna ha visto la luce alla fine del XX secolo. Modi'in è stata edificata negli anni '90 e successivamente si è fusa con le città limitrofe di Maccabim e Re'ut, fondate negli anni '80, per formare il comune unificato di Modi'in-Maccabim-Re'ut.
Nel 1985 è iniziata la costruzione della città di Maccabim, sotto la guida dell'organizzazione internazionale Maccabi, mentre nel 1987 ha preso il via il progetto di fondare Re'ut nelle vicinanze, guidato da un'associazione di ufficiali dell'esercito israeliano. Le città si sono unite sotto il nome di Maccabim-Re'ut nel 1990.

## Demografia
Modi'in è diventata un punto di attrazione per i residenti di Gerusalemme delusi dal crescente carattere Charedi della capitale. Migliaia di residenti di Rosh HaAyin, Lidda e Ramla hanno scelto di trasferirsi a Modi'in. Nel 2008 è stato deciso di limitare la crescita della città per favorire lo sviluppo di Lidda e Ramla. Il piano urbanistico è stato ideato dal rinomato architetto Moshe Safdie. Secondo l'Ufficio centrale di statistica di Israele, la città ha ottenuto un punteggio di 8 su 10 sulla scala dello sviluppo socio-economico, con una percentuale elevata di diplomati delle scuole superiori, pari al 76,5% (2006-07), e un reddito mensile medio di 9.659 NIS, rispetto alla media nazionale di 7.466 (2006). Modi'in ha attratto una vasta comunità di olim (immigrati ebrei) provenienti dai paesi di lingua inglese.